# Oberbauer Point
Der Oberbauer Point (englisch; bulgarisch нос Обербауер nos Oberbauer) ist eine Landspitze an der Nordostküste der Anvers-Insel im Palmer-Archipel westlich der Antarktischen Halbinsel. Sie bildet 5,67 km westlich des Kap Grönland und 13,52 km nordöstlich des Quinton Point die Westseite der Einfahrt zur Gerritsz Bay.
Britische Wissenschaftler kartierten sie 1980. Die bulgarische Kommission für Antarktische Geographische Namen benannte sie 2013 nach dem österreichisch-bulgarischen Künstler Joseph Oberbauer (1853–1926).